# Nationalkongress (Honduras)
Der Nationalkongress von Honduras (spanisch: Congreso Nacional) ist das Parlament in Honduras.
Der Nationalkongress besteht aus einem Einkammersystem. Parlamentsvorsitzender ist seit 2014 Mauricio Oliva. Im Nationalkongress sitzen 128 Abgeordnete, die für vier Jahre gewählt werden.

## Wahlen
Nach dem Putsch in Honduras 2009 kam es zu Parlamentswahlen im November 2009.
Die letzten Wahlen fanden am 28. November 2021 statt.

## Parlamentsgebäude
Das Parlament befindet sich im Gebäude Palacio Legislativo im Zentrum von Tegucigalpa.
Der Bau wurde 1951 beschlossen, sollte 450.000 Lempira kosten (schließlich: 1,4 Millionen) und wurde vom Architekten Mario Valenzuela gebaut.

Bilder
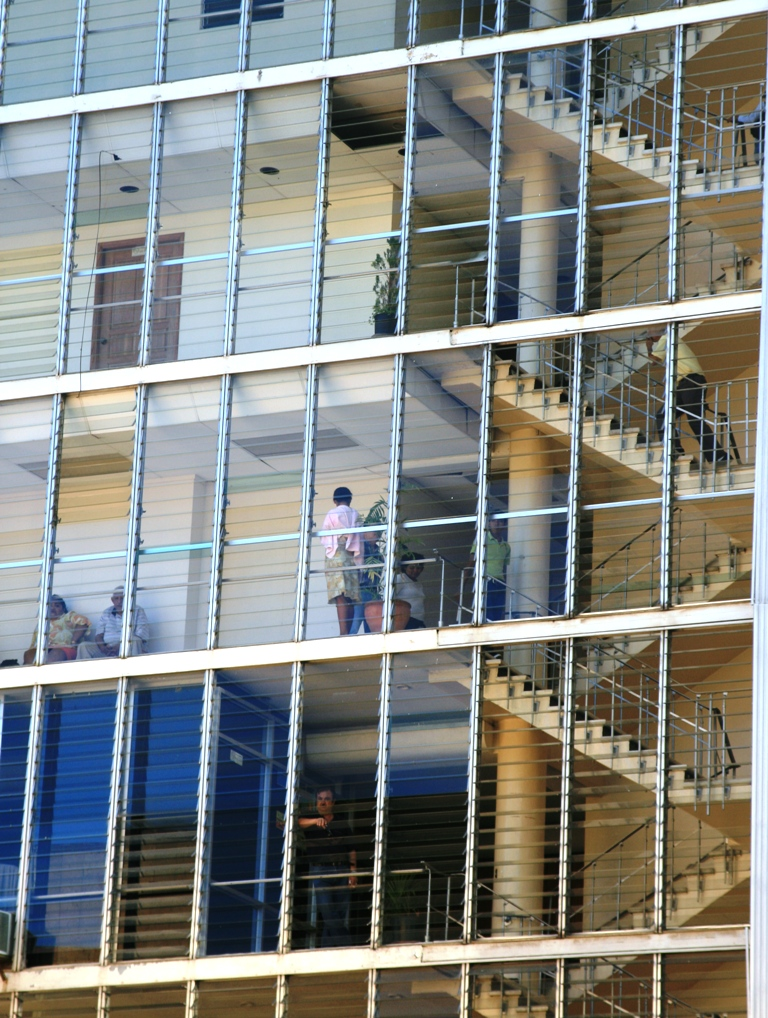
Fassade des Parlamentsgebäudes in Tegucigalpa, 2007
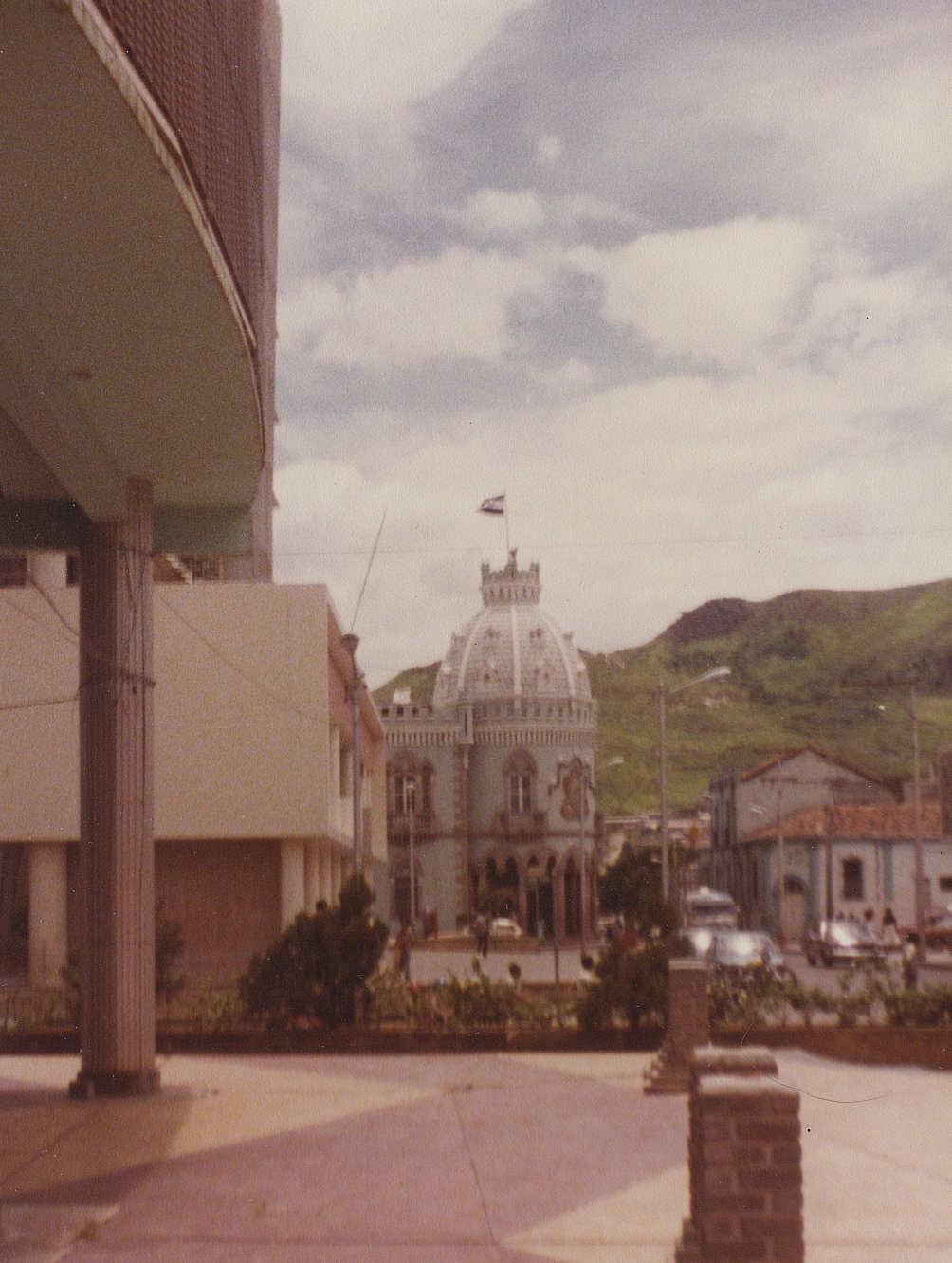
Blick auf den alten Präsidentenpalast, Parlamentsgebäude links, 1980